# Yankee (album)
YANKEE – drugi album studyjny japońskiego piosenkarza Kenshiego Yonezu, wydany w Japonii 23 kwietnia 2014 roku, pierwszy wydany przez Universal Sigma. Ukazał się w trzech wersjach: regularnej i dwóch limitowanych. Osiągnął 2 pozycję w rankingu Oricon i pozostał na liście przez 352 tygodni. Sprzedał się w nakładzie 238 476 egzemplarzy i zdobył status platynowej płyty.

## Pisanie i produkcja
Album zawiera utwory „MAD HEAD LOVE”, „Hyakki yakō” i „Santa Maria”, które zostały wydane wcześniej na dwóch singlach, a także 12 niepublikowanych utworów. Wersja piosenki „Santa Maria” z albumu ma ponownie nagrany wokal, który różni się od wersji z singla. Znaczna część utworów została nagrana w styczniu i lutym 2014 roku. Yonezu ogłosił przez swoje konto na Twitterze, że mastering albumu zakończył się 19 lutego 2014 roku.
Rozpoczynając sesje nagraniowe Yonezu postanowił nie obierać konkretnej koncepcji. Miało to pozwolić na inne podejście niż przy nagrywaniu diorama. Wszystkie utwory do diorama nagrał sam w domu, ale chciał czegoś innego dla swojego następnego albumu. Zdecydował się na współpracę z zespołem, ponieważ czuł, że potrzebuje przyzwyczaić się do radzenia sobie z wkładem i opiniami innych ludzi. Yonezu zdecydował się przyjąć ofertę od wytwórni Universal, w celu znalezienia ludzi o podobnych muzycznych pomysłach jak on. Starał się, aby jego piosenki brzmiały uniwersalnie i były łatwe do zrozumienia, w porównaniu z płytą diorama, która koncentrowała się na wyrażaniu koncepcji miasta. Stąd wzięła się tendencja do pisania introspekcyjnych tekstów, aby czuć się bliżej swoich słuchaczy. Chociaż nie było to koncepcją, słowo, które Yonezu celowo użył w wielu piosenkach, było „przekleństwo” (jap. 呪い noroi), a także pisał o niewidzialnych siłach, które przytrzymują życie ludzi.
„Hyakki yakō” to pierwsza piosenka napisana do tego albumu, powstała w połowie 2013 roku i była próbą napisania piosenki z dużą ilością uderzeń i wysiłku. Piosenkarz nie uważał, żeby sarkastyczne teksty pasowały do debiutanckiego singla, więc wkrótce potem powstał „Santa Maria”. Przy piosenkach „Santa Maria” i „Hyakki yakō” artysta po raz pierwszy pracował nad muzyką razem z zespołem instrumentalistów. Yonezu uważał „Santa Maria” za ważną piosenkę, ponieważ powstała w okresie jego niepewności o kierunek dalszej kariery muzycznej.
Utwór „MAD HEAD LOVE” został napisany w 2013 roku, a jako gitarzysta wystąpił Hiroshi Nakajima – przyjaciel z dzieciństwa piosenkarza. Piosenka „Eine Kleine” została napisana specjalnie dla Tōkyō Metro i zawiera teksty o wyczekiwaniu przyszłości, pomimo przeciwności losu. Podczas gdy większość piosenek została nagrana z zespołem, „KARMA CITY” była instrumentalnym dziełem stworzonym cyfrowo, podobnie jak jego utwory Vocaloid. „Living Dead Youth” to ostatnia piosenka napisana do albumu – inspiracją artysty były jego przemyślenia swojego życia z czasów szkoły podstawowej i gimnazjum.
Tytuł albumu nawiązuje do początkowego znaczenia tego słowa – angielskiego imigranta w Nowej Anglii w okresie kolonialnym w Stanach Zjednoczonych, gdyż stając się znaczącym muzykiem dużej wytwórni, czuł się jak „imigrant z Internetu” lub z „wyspy Vocaloidów”. Początkowo po prostu lubił dźwięk tego słowa, więc sprawdził wszystkie jego znaczenia.

## Lista utworów
| CD  | CD                                                                  | CD      |
| Nr  | Tytuł utworu                                                        | Długość |
| --- | ------------------------------------------------------------------- | ------- |
| 1.  | „Living Dead Youth” (jap. リビングデッド・ユース Ribingudeddo Yūsu) | 4:13    |
| 2.  | „MAD HEAD LOVE”                                                     | 3:40    |
| 3.  | „WOODEN DOLL”                                                       | 4:10    |
| 4.  | „Eine Kleine” (jap. アイネクライネ Aine Kuraine)                    | 4:51    |
| 5.  | „Melancholy Kitchen” (jap. メランコリーキッチン Merankorii Kitchin) | 3:40    |
| 6.  | „Santa Maria” (jap. サンタマリア) (Album Ver.)                      | 5:36    |
| 7.  | „Hana ni arashi” (jap. 花に嵐)                                      | 4:48    |
| 8.  | „Umi to sanshōuo” (jap. 海と山椒魚)                                 | 5:15    |
| 9.  | „Shitodo seiten daimeiwaku” (jap. しとど晴天大迷惑)                 | 3:51    |
| 10. | „Kanpuku” (jap. 眼福)                                               | 4:28    |
| 11. | „Horafuki nekoyarō” (jap. ホラ吹き猫野郎)                           | 4:35    |
| 12. | „TOXIC BOY”                                                         | 3:59    |
| 13. | „Hyakki yakō” (jap. 百鬼夜行)                                       | 4:38    |
| 14. | „KARMA CITY”                                                        | 3:47    |
| 15. | „Donut Hole” (jap. ドーナツホール Dōnatsu Hōru) (Hachi feat. GUMI)  | 3:25    |

## Notowania
| Lista                            | Pozycja |
| -------------------------------- | ------- |
| Oricon Weekly Album Chart        | 2       |
| Oricon Yearly Album Chart (2014) | 81      |